# Mountain View, Colorado
Mountain View är en ort i Jefferson County, Colorado, USA.